# Bohuslav
Bohuslav (em ucraniano:  Богуслав) é uma cidade da Ucrânia, situada no Oblast de Kiev. Tem 71 km² de área e sua população em 2020 foi estimada em 16.190 habitantes.